# Wassenberg
Wassenberg település Németországban, azon belül Észak-Rajna-Vesztfália tartományban. Lakosainak száma 19 541 fő (2023. december 31.). Wassenberg Wegberg és Erkelenz községekkel határos.

## Népesség
A település népességének változása:
| Lakosok száma | 12 522 | 17 898 | 18 143 | 18 292 | 18 952 | 19 339 | 19 541 |
|               | 1975   | 2015   | 2017   | 2019   | 2021   | 2022   | 2023   |